# Onthophagus yamaokai
Onthophagus yamaokai är en skalbaggsart som beskrevs av Masumoto, Teruo Ochi och Hanboonsong 2002. Onthophagus yamaokai ingår i släktet Onthophagus och familjen bladhorningar. Inga underarter finns listade i Catalogue of Life.